# Croton erythrostachys
Croton erythrostachys là một loài thực vật có hoa trong họ Đại kích. Loài này được Hook.f. mô tả khoa học đầu tiên năm 1887.

## Hình ảnh

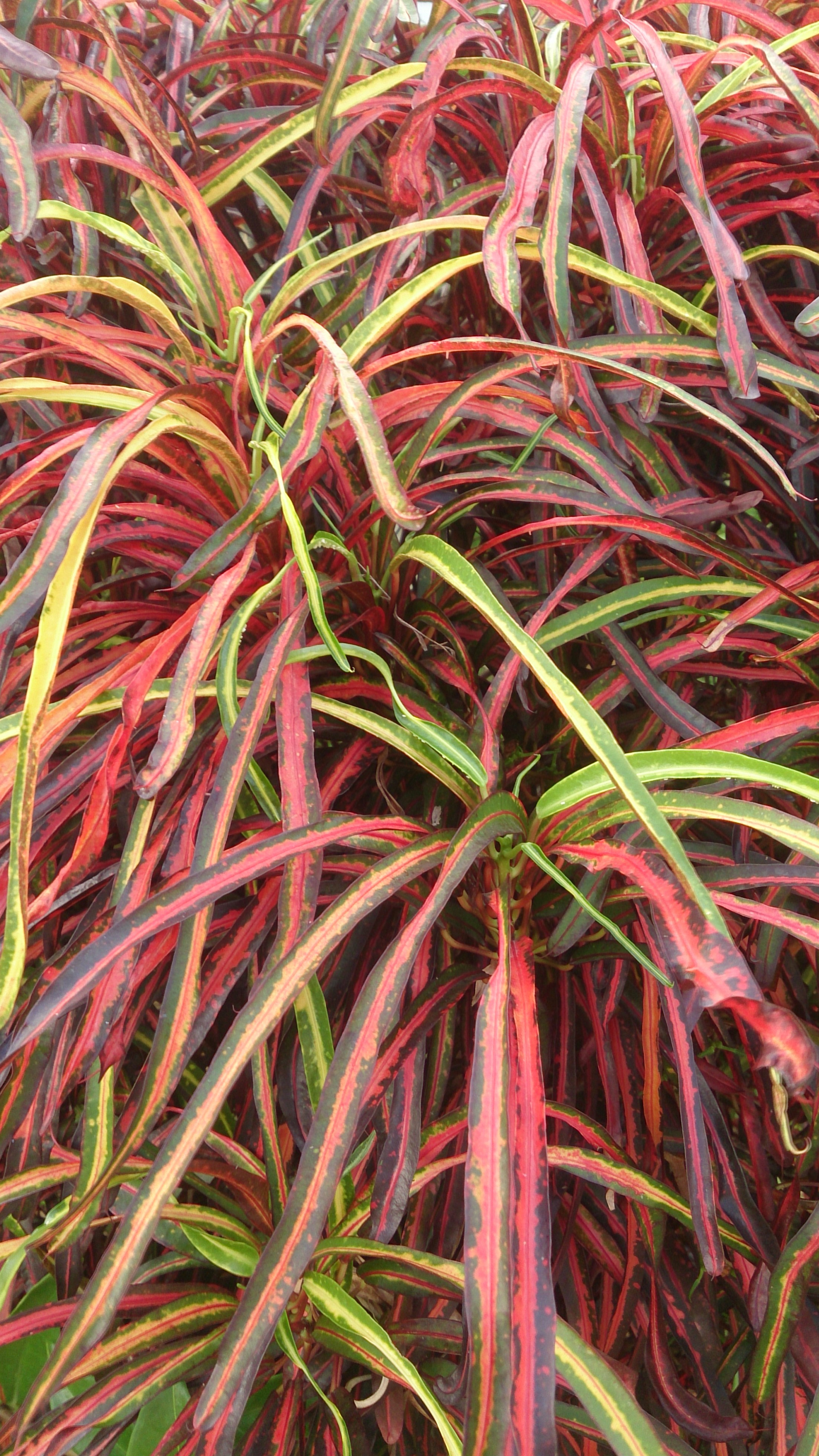
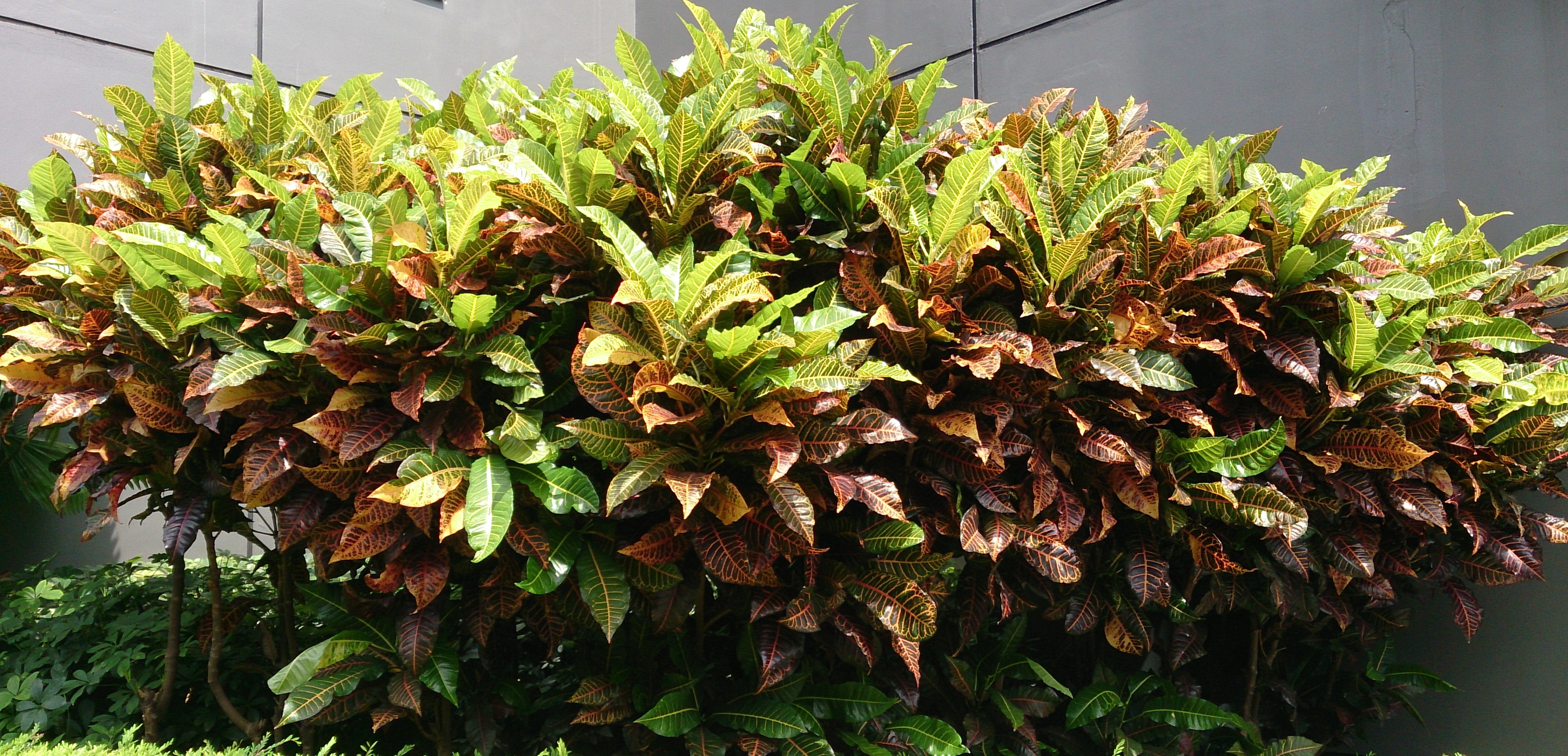
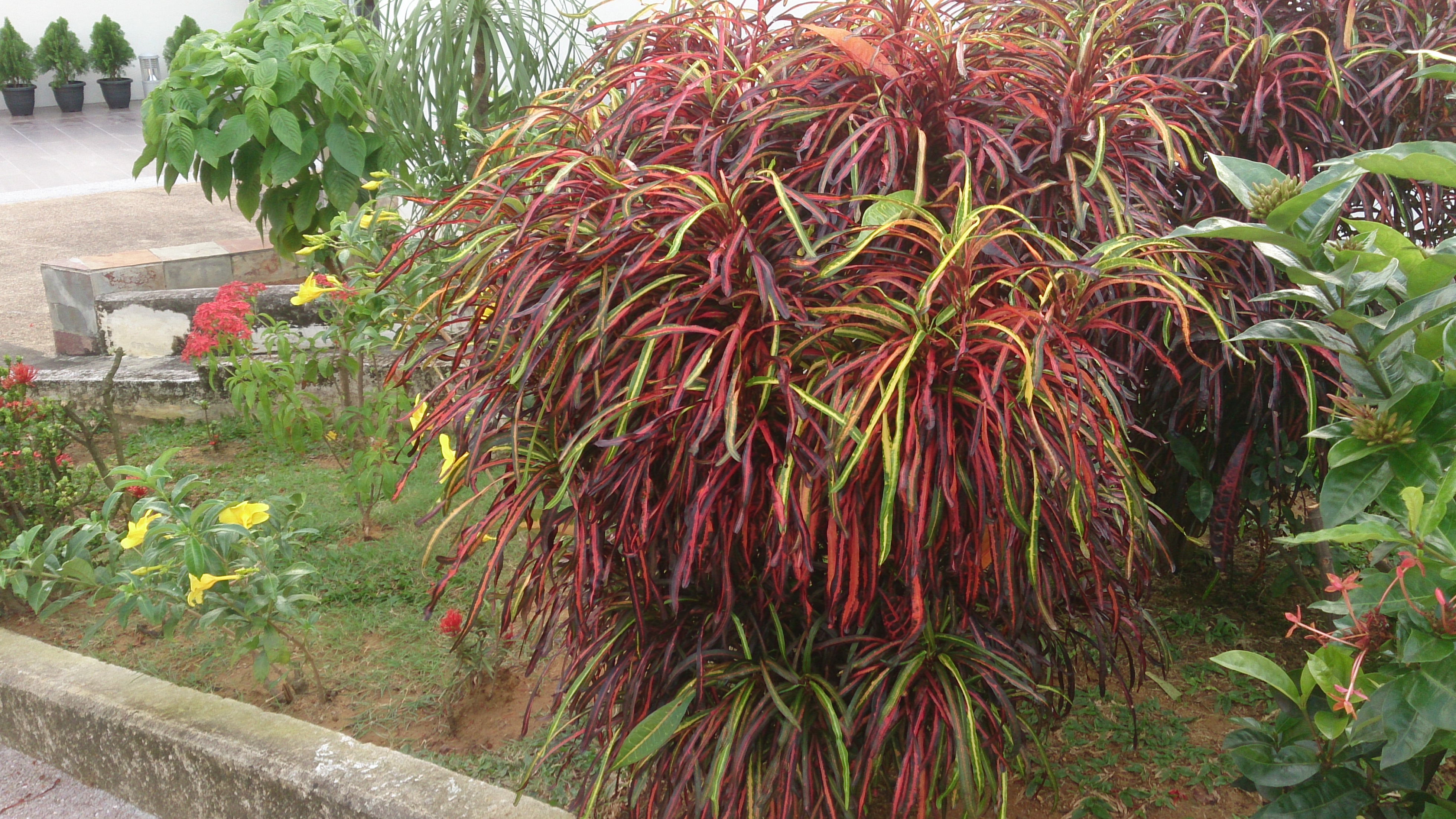
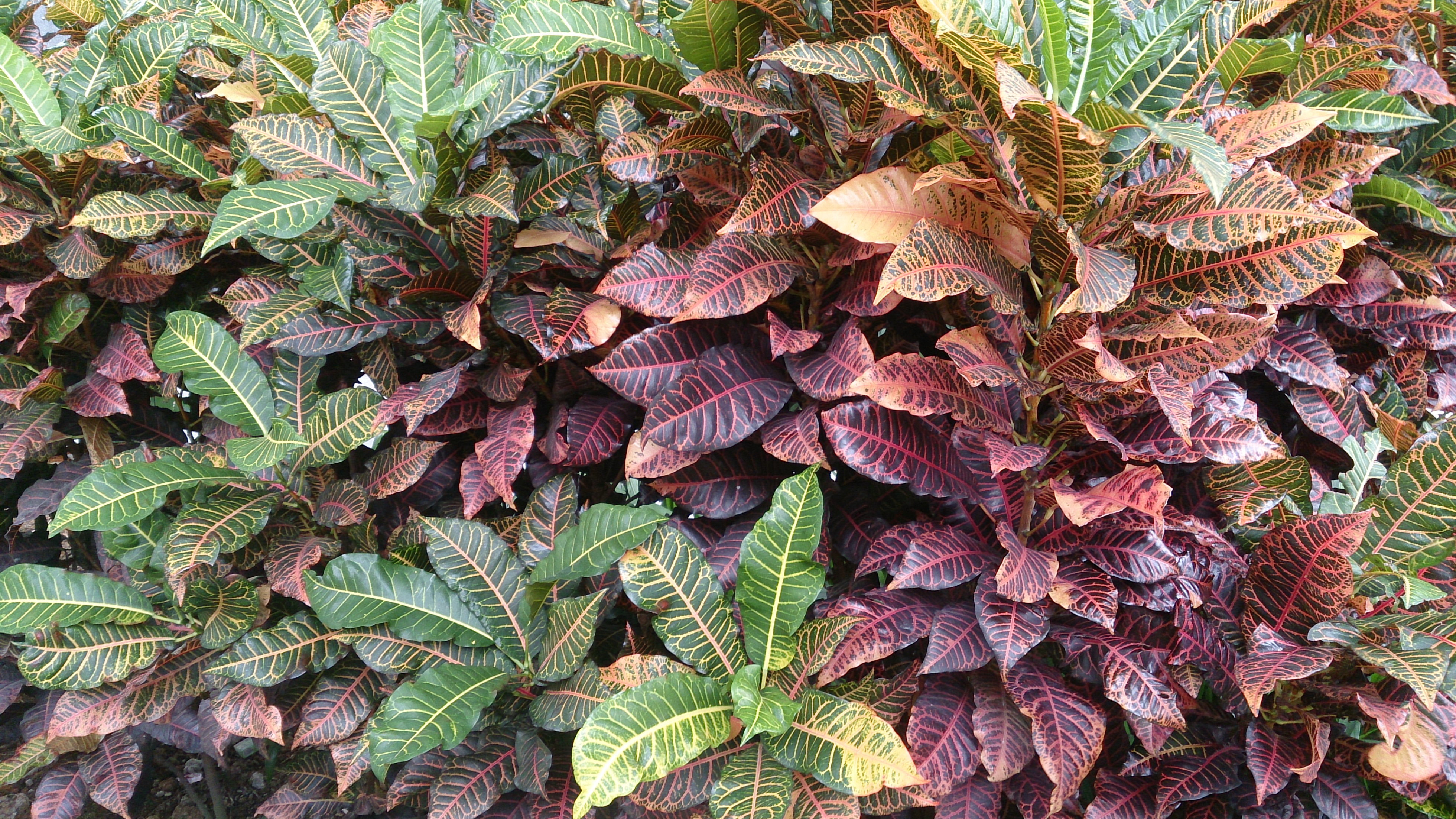